# Онесил
Онесил (др.-греч. Ονήσιλος; погиб в 497 до н. э.) — лидер восставших киприотов во время Ионийского восстания, царь Саламина на Кипре, сын Херсия, внук Сирома и правнук Эвельфонта.

Карта античного Кипра

Онесил родился в семье саламинского царя Херсия во второй половине VI в. до н. э. В то время весь Кипр входил в состав Персидской державы. Онесил был младшим братом царя Горга. Он ещё до восстания ионийцев уговаривал своего старшего брата отложиться от персов. Но Горг был сторонником дружбы с персидской монархией. После сожжения Сард в 498 году до н. э. Онесил ещё более настойчивее стал уговаривать Горга восстать. Когда это не удалось, Онесил со своими сторонниками закрыл ворота в город и не пустил Горга, когда тот выехал из Саламина. Горг был вынужден бежать к персам, а Онесил стал царём Саламина. Он вступил в переговоры с жителями других кипрских городов и убедил их присоединиться к восстанию, кроме Амафунта. Жители Амафунта отказались вступить в союз с другими киприотами и были осаждены.
Во время осады Амафунта (уже в следующем, 497 году до н. э.) Онесил узнал, что к Кипру движется большой персидский флот во главе с Артибием. Он послал в Ионию послов с просьбой о помощи. Ионяне не отказали и отправили на помощь киприотам свой флот. Повстанцы разработали план битвы: киприоты должны были вступить в бой с персами на суше, а ионийцы должны были сражаться на море с финикийцами.
Артибий же ехал на коне, обученном вставать на дыбы перед гоплитом. Онесил узнал об этом и сказал своему оруженосцу, родом карийцу, испытанному и отважному воину: «Я слышу, что конь Артибия, становясь на дыбы, бьет копытами и кусает зубами врага. Так вот, сообрази и скажи мне скорее, кого ты желаешь подстеречь и поразить: коня или самого Артибия?». Отвечал ему на это оруженосец: «Царь! Я готов совершить и то и другое или одно из двух и вообще исполнить любое твое приказание. Однако я скажу, что, по моему мнению, более подобает твоему сану: царю и военачальнику следует, говорю я, сражаться с царем и военачальником. Ведь если ты одолеешь военачальника, слава твоя велика; но даже если ты будешь повержен (чего да не будет) рукою равного тебе по достоинству противника, то это только половина несчастья. Нам же, слугам, подобает сражаться с другими слугами и с конём. Выходок же коня ничуть не бойся! Я обещаю тебе, что он никогда уже больше не станет на дыбы».
Между сухопутными войсками и морским флотом началось сражение. В бою Артибий устремился на Онесила, но тот с помощью своего оруженосца убил персидского военачальника. На море победили греки, в то время как на суше персы. Онесил погиб во время бегства киприотов с поля боя. После гибели Онесила на поле боя все города на Кипре вновь оказались под властью персов. Дольше всех сопротивлялись Солы, хотя их правитель Аристокипр был убит вместе с Онесилом.